# Black frost
Black frost (letterlijk vertaald: zwarte rijp) is een term uit de scheepvaart. Het betreft zeer snelle afzetting van ijs op de bovenbouw van masten van schepen als gevolg van nevel, mist of (onderkoelde) motregen. De koude, vooral stalen delen van de schepen worden bedekt met een dikke laag, vaak hard en doorzichtig ijs. Het ijs kan plotseling zo dik worden dat de stabiliteit van het schip in gevaar komt en het schip zelfs kan kapseizen. Soms wordt black frost ook wel glaze genoemd. De tegenhanger op zee van black frost is white frost, dit is ijsafzetting als gevolg van overkomend zeewater. Dit vormt veel witter ijs.